# Dušan Ogrin
Dušan Ogrin, slovenski krajinski arhitekt, * 14. november 1929, Skopje, Kraljevina Jugoslavija (danes Severna Makedonija), † 20. maj 2019, Ljubljana.
Prof. Dušan Ogrin, slovenski krajinski arhitekt, zaslužni profesor Univerze v Ljubljani in utemeljitelj študija krajinske arhitekture v Sloveniji in na Hrvaškem, je leta 1955 diplomiral  iz vrtnarstva na Agronomsko-gozdarski fakulteti v Ljubljani, predhodnici Biotehniške fakultete. Po diplomi je delal v Arboretumu Volčji Potok do leta 1957, ko je pričel z delom asistenta na Fakulteti za agronomijo, gozdarstvo in veterinarstvo. Leta 1960 je postal predavatelj, leta 1965 docent, leta 1972 izredni profesor in leta 1986 redni profesor. Leta 1960 je na takrat že Biotehniški fakulteti kot profesor prevzel vodenje Katedre za vrtnarstvo in pejsažno dendrologijo (1960), in jo s povsem novimi pogledi na urejanje krajine preoblikoval v Oddelek za krajinsko arhitekturo. Upokojil se je novembra 2000, ko je dopolnil sedemdeset let.

## Razvoj področja in študija krajinske arhitekture
Profesor Dušan Ogrin je na področju urejanja krajine opravil pionirsko delo. Krajinski arhitekturi v Sloveniji je utiral pot tako na področju izobraževanja kot tudi na področju praktičnega strokovnega dela, njegova teoretska misel pa je mejnike postavljala tudi v svetovnem merilu. Krajinsko arhitekturo, razpeto med naravo in kulturo, je strokovno utemeljeno in znotraj filozofskega okvira trdno umestil na kulturno stran. V svojih teoretskih in praktičnih delih je, na podlagi poznanja  zakonitosti in procesov v naravi, postavil bistvo krajinske arhitekture in jo opredelil kot večplastno, prostorsko, funkcionalno in mitološko celovitost, ki si od nekdaj prizadeva izraziti človekovo mesto v univerzumu, njegov odmik od narave in položaj v družbi.
Leta 1972 je uvedel podiplomski, leta 1976 pa še dodiplomski študij krajinske arhitekture v Ljubljani. Že pred tem je leta 1968 v Zagrebu soutemeljil študij Oblikovanje pejsaža. Pri snovanju študija krajinske arhitekture v Sloveniji je izhajal iz specifičnih družbenih potreb pri urejanju prostora in varstvu krajinske dediščine;.. Ločitev študija krajinske arhitekture od pejsažne dendrologije je bila rezultat premišljenega študija univerzitetnih programov po svetu, ki jih je za študij na Univerzi v Ljubljani v marsikaterem pogledu nadgradil in izpopolnil, ocene domačih razmer ter visoko postavljenih meril in ciljev. Ustanovil in vodil je Katedro za krajinsko planiranje in oblikovanje, jo ontološko ločil od hortikulture in s sodelavci razvil v Oddelek. Najbolj tesno je sodeloval s kolegom Marušičem in v razvijanju študija krajinske arhitekture skozi oblikovalske in planerske poglede na urejanje krajine utiral pot strokovnemu razvoju krajinske arhitekture v Sloveniji. Opozarjala sta, da je dobro prostorsko načrtovanje tisto, ki zna in zmore usklajevati navzkrižne interese in iskati najboljšo možno pot prostorskega razvoja. Poudarjala sta pomen optimizacije - tehtanja alternativ o razvoju v prostoru. Prav v prizadevanju za demokratičnost odločanja o rabi prostora je njun največji prispevek. Pod nazori Dušana Ogrina in Janeza Marušiča se je krajinska arhitektura razvila v stroko, ki v dinamiki razvoja in varstva ustrezno rešuje vprašanja prostorskega in socialnega prestrukturiranja.

## Pedagoško delo
Utemeljil in vodil je študij krajinske arhitekture na Univerzi v Ljubljani, širil zbor predavateljev in asistentov, poučeval studijske (Načrtovanje mestne krajine, Oblikovanje krajine, Varstvo kulturne krajine) in teoretske predmete (Teorijo in razvoj krajinskega oblikovanja in mnoge druge). Predaval je tudi na mnogih univerzah po svetu, skupno 29, v Evropi, ZDA, Kanadi in Aziji. Kot gostujoč profesor je daljši čas predaval na univerzah Cornell (Philadelphia, Pennsylvania,) Državni univerzi Utah (Logan,Utah), Urbana-Illinois (Tennessee), Baton Rouge (Louisiana), Tucson (Arizona), Berkeley (California), Pomona (California), Seattle (Washington), Athens (Georgia), Madison (Wisconsin), Amherst (Massachusetts) in Charlotesville (Virginia) v ZDA, v Montrealu v Kanadi, v Åsu na Norveškem, v Haifi v Izraelu, v Sheffildu v Veliki Britaniji ter v Hannovru v Nemčiji. Na Harvardu je gostoval desetkrat v letih med 1983 in 1992. Svoje obsežno znanje in razumevanje vloge in poslanstva krajinske arhitekture je na študente prenašal tudi kot mentor pri pripravi diplomskih in magistrskih del, saj je bil v 43. (1957-2000) letih poučevanja na Biotehniški fakulteti od skupnega števila 120 diplomantov mentor pri 46. diplomah, od katerih so tri dobile fakultetno Prešernovo nagrado, ter 11. magistrskih delih.

## Znanstveno in strokovno delo
Na samem začetku strokovnega razvoja krajinske arhitekture na slovenskem je med leti 1969 in 1972 organiziral pet mednarodnih posvetovanj, s katerimi je odpiral še danes aktualne teme krajinske arhitekture in prostorskega načrtovanja. Leta 1972 je v Ljubljani organiziral prvi simpozij na svetu o krajinskem načrtovanju, kar mu svetovna strokovna javnost še danes priznava kot največjo zaslugo. Simpozij je pod naslovom Krajinsko planiranje / Landscape Planning / Landschaftsplanung potekal od 29. do 31. 8. 1972, udeležilo pa se ga je 12 vabljenih govorcev iz Jugoslavije, Evrope, ZDA in Izraela, med njimi Carl Steinitz, Ruth Enis, Sven Ingvar Andersson in Meto Vroom. Carl Steinitz je še vedno povezan z ljubljansko šolo in je tudi častni doktor Univerze v Ljubljani (2007). Drugo odmevnejšo konferenco je Dušan Ogrin organiziral v letu 1992 z naslovom “Koncepti v krajinski arhitekturi”, kot eden od pobudnikov Evropske konference šol za krajinsok arhitekturo, European Conference of Landscape Architectural Schools (ECLAS). V svetovnem merilu odmevni sta bili tudi mednarodni konferenci o mestni krajini (Urban Landscape) leta 1988, ki se je je udeležil tudi znameniti ameriški krajinski arhitekt Laurence Halprin, in konferenca  Varstvo narave zunaj zavarovanih območij leta 1996.
Ogrin je vrtu oziroma svetovni vrtnoarhitekturni dediščini posvetil obsežnejši del svojega dolgoletnega raziskovalnega dela. Leta 1993 je na podlagi teh raziskovanj z založbama Pudon in EWO izdal knjigo Vrtna umetnost sveta, ki jo je v angleščini z naslovom The World Heritage of Gardens hkrati izdala založba Thames & Hudson, kmalu zatem pa je izšla še v italijanščini pri založbi Fenice (1995). S to knjigo je skušal razumeti vrt v vseh njegovih funkcionalnih vidikih in pomenskih odtenkih. Ker je bil tudi odličen poznavalec rastlin in naravnih procesov, mu je uspelo na vrt pogledati onkraj ustaljenih umetnostnozgodovinskih meril. Skrbel je za razvoj strokovnega jezika v slovenščini in mu je prav s to knjigo zastavil ustrezen besednjak. Nadgradil ga je v svojem zadnjem delu, knjigi z naslovom Krajinska arhitektura (2010), v katero je zapisal temelje stroke in začrtal njeno poslanstvo. Vse svoje monografije je opremil tudi s svojimi vrhunskimi fotografijami krajin.
Na strokovnem področju je opravljal tudi več vodilnih funkcij: bil je član upravnega odbora IFLA (International Federation of Landscape Architects), predsednik komiteja za krajinsko načrtovanje IUCN (International Union for Conservation of Nature), ustanovil je društvo krajinskih arhitektov Jugoslavije (UPAJ - Udruženje Pejzažnih Arhitekata Jugoslavije) in bil njegov prvi predsednik, do konca pa je ostal tudi aktiven član Društva krajinskih arhitektov Slovenije. V 80. letih dvajsetega stoletja je sodeloval pri pripravi še danes nedosežno dobre prostorske zakonodaje, v 90. je sodeloval pri izoblikovanju Strategije prostorskega razvoja Republike Slovenije in pripravil Usmeritve za urejanje izjemnih krajin (1998) ter izdal publikacijo Izjemne krajine Slovenije (1999), ki opisuje pojem izjemne krajine in pomen termina tako v slovenskem kot tudi v mednarodnem merilu. Ves čas si je prizadeval tudi za razvoj strokovnega časopisja. Zasnoval in urednikoval je najprej časopis Pejsaž in prostor (1970), v letih (2004 - 2010) pa še revijo Landscape 21. Bil je član uredniškega odbora dveh mednarodnih revij za krajinsko arhitekturo, Landscape Journal in Landscape and Urban Planning.

## Nagrade in priznanja
Raziskovalno teoretsko delo je Ogrin ves čas dopolnjeval s prakso in v svoji bogati karieri prejel vrsto nagrad na javnih krajinskoarhitekturnih natečajih. Med temi izstopajo zlasti njegovi projekti za pokopališča v Novi Gorici (Stara Gora), na Ptuju in v Novem mestu (Srebrniče). Poleg različnih ureditev v slovenskem prostoru je v zadnjih letih svojega ustvarjanja uresničil tudi nekaj svojih idej o oblikovanju zelenega mestnega prostora na Hrvaškem.
Načrtovalski opus obsega 45 krajinskoarhitekturnih načrtov za parke, odprte površine javnih zgradb, trge, šolska dvorišča, pokopališča, stanovanjska naselja (krajinska zasnova soseske Ruski car in Štepanjskega naselja v Ljubljani, 1969) in drugih.
Poleg številnih nagrad za natečajne projekte krajinskega oblikovanja je profesor Ogrin za svoje delo prejel več državnih in mednarodnih nagrad. Med njimi izstopajo Zlata medalja Peter - Joseph Lenné, ki mu jo je podelila Goethejeva Fundacija iz Basla (1975), Srebrni častni znak svobode predsednika Republike Slovenije (1997) ter prva nagrada za življenjsko delo Evropskega sveta šol za krajinsko arhitekturo (ECLAS) leta 2009. V Sloveniji je prejel tri Plečnikova odličja; prvo v letu 1976 za pionirsko pedagoško delo in metodološki prispevek na področju urejanja in oblikovanja kulturne krajine, druga je sledila izdaji knjige Vrtna umetnost sveta leta 1994, tretje pa je prejel leta 2001 za pokopališče Srebrniče pri Novem mestu.
Za oblikovanje prve informativne knjižice za študij Urejanja krajine je leta 1971 prejel priznanje BIO. Društvo krajinskih arhitektov Slovenije mu je leta 2002 podelilo priznanje za življenjsko delo, istega leta je bil imenovan tudi za zaslužnega profesorja Univerze v Ljubljani.
Od vseh gotovo najpomembnejši pa je Sckellov prstan, nagrada, ki mu jo je leta 1995 za vrhunski dosežek na področju zgodovine vrtne umetnosti in teorije krajinske arhitekture podelila Bavarska akademija za likovno umetnost v Münchnu. Na slovesnosti ob podelitvi je v svojem predavanju Je vrtna umetnost dejansko umetnost? [Ist Gartenkust tatsächlich Kunst?] vrt postavil v središče razvijajočega se področja krajinske arhitekture. Vrt ga je zanimal kot opredmetenje, še bolj pa kot zamisel, ki stoji na samem začetku dolge poti krajinskega oblikovanja kot osrednjega področja krajinske arhitekture.

## Pomembnejša dela
Krajinsko planiranje – zbornik konference
Zelenje v urbanem okolju – zbornik simpozija
Trata v javnem zelenju – zbornik simpozija
Ceste in krajina – zbornik seminarja
Srebrniče – zasnova pokopališča
Katalog del: načrtovanje, raziskave, pedagogika, publikacije – monografija
Širitev mestnega parka Tivoli, 1993 (objavljeno v monografiji Katalog del)
Krajinska zasnova soseske Ruski Car, Ljubljana, 1969 (objavljeno v monografiji Katalog del in v Soseske in ulice: Vladimir Braco Mušič in arhitektura velikega merila, 2016)
Slovenske krajine – monografija
Vrtna umetnost sveta – monografija
Krajinska arhitektura – monografija
Zelenilo u Atenskoj povelji – povijesni doprinos ili utopija (članek v Arhitektura: časopis za arhitekturu, urbanizam i primijenjenu umjetnost str. 66-73, Zagreb)
Zeleni sistem Ljubljane – konceptualna vloga mestnega zelenja (raziskovalno poročilo)
Uvodnik v monografiji Zgodovinski parki in vrtovi v Sloveniji – Smisel slovenske krajinsko-arhitekturne dediščine (The Significance of the Slovene Landscape Architectural Heritage)